# Liste: Bessel als Namensgeber
Der Astronom, Mathematiker, Geodät und Physiker Friedrich Wilhelm Bessel (1784–1846) ist Namensgeber folgender Bezeichnungen:
- (1552) Bessel (Asteroid des Hauptgürtels)
- Bessel (Mondkrater)
- Besselbüste (Denkmal  in Königsberg)
- Besselsche Differentialgleichung (Mathematik)
- Besselei (Skulptur in Bremen)
- Besselsche Elemente (Astronomie: Finsternisse und Sternbedeckungen)
- Bessel-Ellipsoid (Geodäsie: Erddimensionen)
- Besselsche Epoche (Astronomie: Zeitrechnung)
- Bessel-Filter (Physik: Elektrotechnik)
- Bessel Fjord (Geographie)
- Bessel-Funktionen (Mathematik)
- Besselgymnasium Minden
- Bessel-Hagen (Familienname der Tochter von Bessel und deren Nachfahren)
- Besselsche Interpolationsformel (Mathematik: Numerik)
- Bessel-Jahr (Astronomie: Zeitrechnung)
- Bessel-Korrektur (Mathematik: Statistik)
- Bessel-Operator (Differentialoperator zweiter Ordnung)
- Besselpark (im Berliner Ortsteil Kreuzberg)
- Bessel-Prozess (Mathematik: Stochastik)
- Bessel-Punkte (Physik: Mechanik)
- Besselsches Sonnenjahr (Astronomie: Zeitrechnung)
- Bessels Stern (im Sternbild Schwan)
- Bessel-Strahl (Physik: Wellenoptik)
- Besselsystem (Mathematik)
- Besselsche Tageszahlen (Astronomie: Koordinatenberechnung)
- Bessel’sche Toise (Längenmessung, Standardisierung)
- Besselsche Ungleichung (Mathematik)
- Bessel-Verfahren (Physik: Optik)
- Friedrich Wilhelm Bessel-Forschungspreis
- Vermessungsbarkasse Bessel
- Wohnhausgruppe Besselstraße (Bremen)
- Xyletinus besseli,[1] ein fossiler Käfer aus dem Eozän, der zur Familie der Ptinidae gehört und in Bernstein gefunden wurde.[2]